# Nolanville, Texas
Nolanville là một thành phố thuộc quận Bell, tiểu bang Texas, Hoa Kỳ. Năm 2010, dân số của xã này là 4259 người.

## Dân số
- Dân số năm 2000: 2150 người.
- Dân số năm 2010: 4259 người.